# Escape from Tarkov
Escape from Tarkov ist ein First-Person-Shooter mit Survival- und MMO-Elementen sowie starkem Fokus auf eine Handlung. Aufgrund der Spielmechanik, die mit dem Sammeln von Loot arbeitet, wird das Spiel bisweilen auch als Survival- oder Hardcore-Shooter bezeichnet. Entwickler und Betreiber des Spiels ist das ursprünglich russische Entwicklerstudio Battlestate Games. Derzeit befindet sich das Spiel noch in Entwicklung, die geschlossenen Beta-Phase begann am 27. Juli 2017. Erstmals zugänglich gemacht wurde das Spiel bereits am 4. August 2016 in einer geschlossenen Alpha-Version für ausgewählte Spieler.

## Handlung
Schauplatz des Spiels ist das namensgebende Tarkov, eine fiktive Stadt sowie deren näheres Umland im Nordwesten Russlands, die durch den Konflikt eines Konzerns mit der russischen Regierung zum Kriegsgebiet geworden ist. Sie befindet sich in einer Sonderwirtschaftszone zwischen Europa und Russland. Beteiligte Parteien sind die Friedenstruppen der Vereinten Nationen, die Streitkräfte der Russischen Föderation und die beiden fiktiven privaten Sicherheits- und Militärunternehmen (PMC) United Security (USEC) und Battle Encounter Assault Regiment (BEAR), wobei nur die beiden letzteren Fraktionen spielbar sind. Zudem gibt es bewaffnete Zivilisten (Scavs), ehemalige PMC-Operatoren (Scav Raiders), Kultisten und ehemalige USEC-Operatoren (Rogues), die eine entsprechende Rolle in der Handlung spielen. Der Spieler muss aus der Stadt entkommen, indem er für eine der Organisationen arbeitet.
Zur Handlung sollen Händler-Aufgaben beitragen, sodass der Spieler beispielsweise durch das Sammeln von Gegenständen oder die Eliminierung von Gegnern Belohnungen erhält und die Geschichte aufdeckt.

## Spielprinzip
Escape from Tarkov ist ein First-Person-Shooter mit taktischen Elementen, der den Fokus auf ein langes Überleben setzt. Im Spiel bilden Charakterverbesserungen, Handel und das Ausbauen des eigenen Verstecks einen wichtigen Bestandteil. So lassen sich Waffen und Ausrüstungen personalisieren, die Fähigkeiten des Charakters verbessern sowie Loot einsammeln und tauschen. Das Spiel bietet umfangreiche Möglichkeiten zum Anpassen der Waffen. Verschiedene Läufe für Gewehre und Pistolen, Griffe, Laserpointer, Schulterstützen, dutzende Visiere/Zielfernrohre und ein komplexes System von Munitionsarten lassen vielfältige Modifikationen zu. Dem Spieler stehen dabei momentan acht verschiedene Händler zur Verfügung, welche durch das Erfüllen von Aufgaben und das Hochleveln des eigenen Charakters neue Gegenstände anbieten. In einem Fähigkeitenbaum kann der Spieler seine erworbenen Perks und Skills einsehen.
In der Spielwelt muss der Spieler dabei sowohl gegen andere Spieler als auch gegen Computergegner kämpfen und zu einem rettenden Ausgang auf der Karte gelangen. Momentan stehen dafür sieben recht unterschiedliche Karten zur Verfügung: Factory (Fabrik), Customs (Zollgelände), Woods (Wälder), Reserve (Militärbasis), Shoreline (Küste), Interchange (Autobahnkreuz), The Lab und Lighthouse. Streets of Tarkov wurde mit Version 0.13.0.0.21469 am 28. Dezember 2022 eingeführt und mit dem Update auf Version 0.13.5. am 10. August 2023 wurde die Karte erweitert. Geplant, jedoch zurzeit noch nicht veröffentlicht, sind drei weitere: Suburbs, Town, Terminal.
Jeder Spieler hat einen Hauptcharakter, der vor einer Runde mit Waffen und Ausrüstung aus dem Lager des Spielers ausgestattet wird. Wenn der Charakter innerhalb des Zeitlimits den Ausgang erreicht, können alle gefundenen Gegenstände in das Lager übertragen, in einer nächsten Runde genutzt oder auch verkauft werden. Wenn man stirbt oder den Ausgang noch nicht erreicht hat, sobald die Zeit abgelaufen ist, sind alle mitgebrachten und gefundenen Gegenstände verloren. Dieses Prinzip sorgt für eine starke Intensität in jeder Runde, da alle Spieler ihre teils sehr wertvolle Ausrüstung behalten wollen.
Gegen den Verlust von Gegenständen kann der Spieler diese vor Start einer Runde bei einem Händler versichern. Falls der Spieler die Runde nicht überlebt, und kein anderer Spieler oder ein Plünderer (sowohl KI oder Spieler als Plünderer) die versicherten Gegenstände aufnimmt, erhält der Spieler diese nach einiger Zeit zurück (abhängig vom Händler).
Außerdem hat der Spieler die Möglichkeit, als Plünderer (engl. Scavenger oder kurz Scav) zu spielen. Dieser wird mit zufälliger Ausrüstung in eine schon laufende Runde eingebracht. Wenn man überlebt und den Ausgang erreicht, können auch hier die gefundenen Gegenstände in das Lager des Spielers übertragen werden. Die durch einen Raid erhaltenen Erfahrungspunkte („EXP“ – engl. Experience) erhält man für seinen jeweiligen Scavenger, jedoch nicht für seinen eigenen Charakter.

## Entwicklung und Veröffentlichung
Der Entwickler selbst gibt an, viel Wert auf Realismus mit viel Einarbeitung und realistisches Spielen zu legen.
Derzeit befindet sich das Spiel noch in der Entwicklung, ein genauer Zeitpunkt für die Veröffentlichung einer vorläufig finalen Version wurde bislang nicht genannt. Seit 2016 waren jedoch bereits Vorbestellungen in verschiedenen Preisstufen mit unterschiedlichen Zusatzinhalten und vorzeitigem Zugang zu Entwicklungsversionen möglich. Am 4. August 2016 erschien das Spiel erstmals in einer geschlossenen Alpha-Version für ausgewählte Spieler, am 28. Dezember 2016 erschien eine erweiterte Alpha-Version des Spiels für Vorbesteller. Am 27. Juli 2017 startete die Closed-Beta des Spiels. Am 12. Februar 2018 wurde bekannt gegeben, dass das Spiel auch auf Deutsch spielbar sein wird. Dabei sollen die Übersetzungen von der Community kommen. Auch weitere Sprachen wie Spanisch und mexikanisches Spanisch, Polnisch, Italienisch, Tschechisch, Slowakisch, Chinesisch, Portugiesisch, brasilianisches Portugiesisch, Türkisch, Koreanisch und Japanisch sind geplant. Über ein Gesten-System lässt sich auch nonverbal in dem Spiel kommunizieren.
2018 betonte Battlestate Games, dass das Spiel kostenpflichtig erscheinen und auf Free-to-play und Micropayment verzichten solle. Dies wurde 2024 durch die Einführung von Mikrotransaktionen teilweise zurückgenommen, da das Studio aufgrund der langen Entwicklungszeit neue Einnahmequellen benötigte.

## Adaption
Zu dem Spiel ist eine Buchreihe geplant, die sich Geschichten aus Tarkov widmen soll. Zudem wurde ein Foren-Rollenspiel (Textadventure) zum Spiel im offiziellen Forum von Escape from Tarkov veröffentlicht und moderiert.
Im März 2019 wurde die erste Episode eines Kurzfilms zu Escape from Tarkov veröffentlicht, die von Fans sehr positiv aufgenommen wurde. Im August folgte die zweite Episode. 2020 wurden zwei weitere Kurzfilme der Escape from Tarkov, Raid. getauften Reihe veröffentlicht. Im Mai 2021 wurden diese zu einem gut einstündigen Film zusammengefasst.

## Rezeption
4Players bescheinigte dem Titel in einer Vorschau aus dem Jahr 2020 Hit-Potenzial. Escape from Tarkov sei deutlich „dreckiger“ und unberechenbarer als beispielsweise Fortnite, da es keine Respawns zulasse. Die Kulisse sei toll, die Waffenmodelle grandios, die Karten abwechslungsreich. Die Gefechte seien intensiv und taktisch. Während der Beta-Phase traten lediglich technische Probleme auf. Zeitweise war die Infrastruktur von Battlestate Games dem Ansturm der Spieler nicht gewachsen. Für Anfänger sei der Einstieg laut PC Games schwer, da man den Veteranen stark unterlegen sei.
Kontrovers wurde im April 2024 eine Ankündigung von Battlestate Games aufgenommen, einen PvE-Modus ausschließlich für Käufer einer neuaufgelegten, hochpreisigen Unheard Edition verfügbar zu machen. Käufer von früheren Editionen sollten diese Vorzüge nur durch Upgrade auf diese Version erhalten. Die seit Beginn des Vertriebs von Escape from Tarkov angebotene „Edge of Darkness“-Edition kam mit dem Versprechen, alle zukünftigen DLCs zu enthalten. Der neue PvE-Modus sollte aber laut Battlestate Games kein DLC sein. Dies stieß auf große Kritik seitens der Spieler, die die „Edge of Darkness“-Version erworben hatten. Daher sah sich Battlestate wenige Tage später gezwungen, nachzubessern. Fortan erhielten auch Inhaber der „Edge of Darkness“-Edition Zugang zum PvE-Modus. Ab dem 18. Juli war es schließlich auch für Inhaber der Standard- und sämtlichen anderen Editionen möglich, den PvE-Modus zusätzlich separat zu erwerben.